# أم قرن

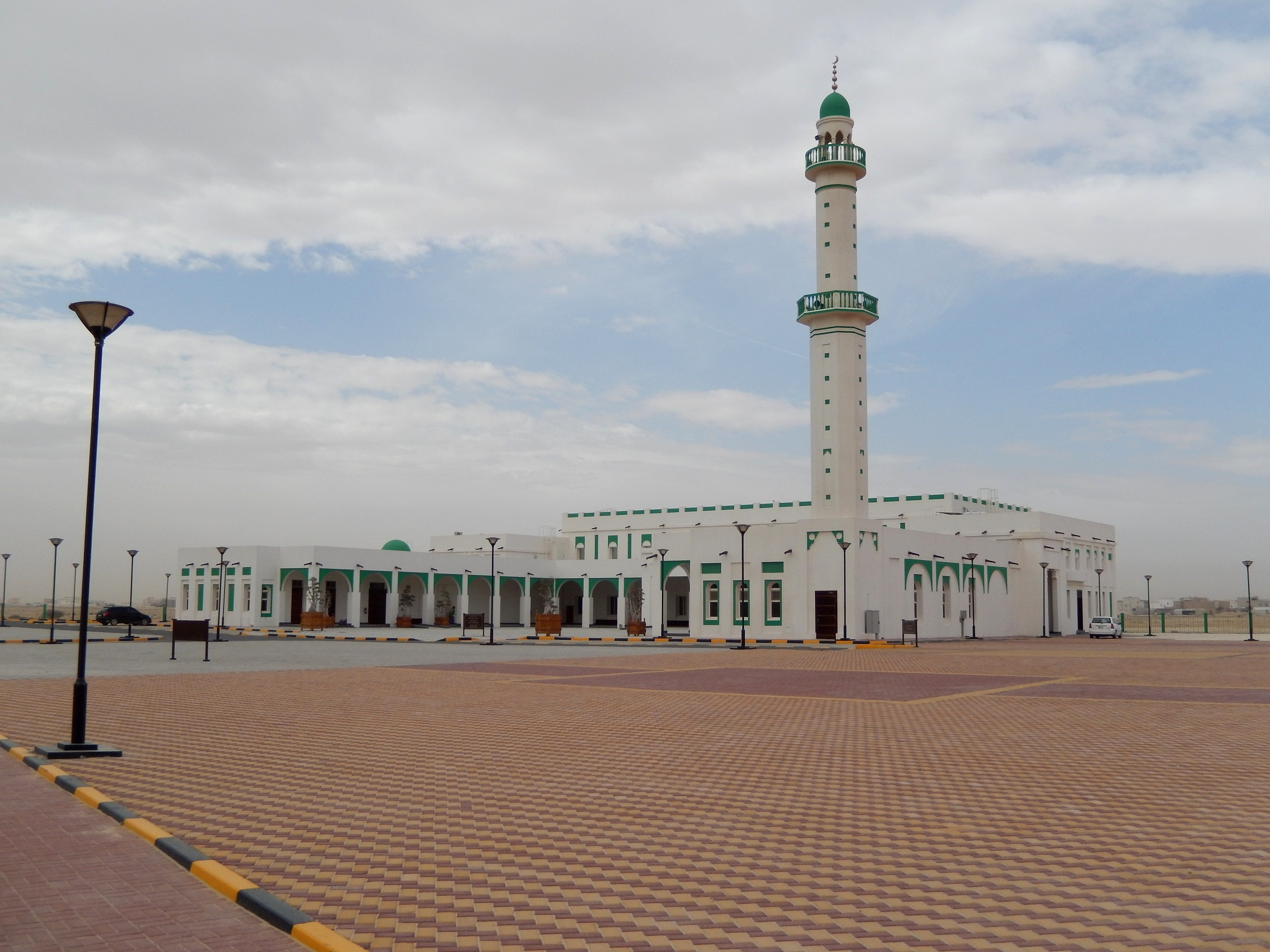
الجامع الكبير لـأم قرن

أم قرن هي منطقة سكنية في قطر تقع في بلدية الظعاين. بالقرب من طريق الشمال السريع، وتستضيف المنطقة مكتب البلدية وتعد حاليًا المقر الإداري للبلدية.
تستمد المستوطنة اسمها من سماتها الجغرافية المميزة. حيث تعني عبارة «أم قرن» «أم التل المسطح».

## جغرافية
تقع أم قرن في شرق قطر على بعد حوالي 35 كيلومترا من العاصمة الدوحة. تقع في الجزء الشمالي من بلدية الظعاين. بالقرب من قرى أبو ثيلة وسميسمة.

## معالم
توجد مزرعة مربط مساحتها 580 فدان، تسمى مزرعة مربط أم قرن، في القرية. وهي عبارة عن إسطبل فاخر يضم عشرات الخيول البطلة. يتم استيراد معظم الاحتياجات الغذائية من الخارج باستثناء فصل الشتاء عندما يتم زرع بذور الحشائش ذات الأصل الأمريكي.

## التطورات
توصف الخطة الرئيسية الوطنية لدولة قطر بأنها «تمثيل مكاني لرؤية قطر الوطنية 2030». كجزء من خطة المركز الحضري لـلخطة الوطنية، والتي تهدف إلى تنفيذ استراتيجيات التنمية في 28 تجمعًا مركزيًا تخدم المجتمعات المحيطة بها، بناءً عليه تم تعيين أم قرن كمركز المدينة، وهو ثالث أعلى تصنيف.
تقوم بلدية الظعاين بتطوير أم قرن كمركز إداري وتجزئة للمستوطنات الشمالية للبلدية، مثل سميسمة. يوجد حاليًا في القرية مكتب بلدي، ومركز الرعاية الصحية الأولية الوحيد في البلدية، ومركز دفاع مدني، ومركز شرطة ومدرستان ابتدائيتان. ناقش المسؤولون الإمكانية المستقبلية لبناء محطة مترو في القرية. حوالي أربعة أخماس المساحة الكلية للقرية شاغرة. تم تنفيذ مشاريع جديدة في الشمال الشرقي من نواة القرية الحالية، ولا سيما مدرسة عامة ومجمع خدمات حكومي جديد. يخطط مسؤولو البلدية لإنشاء مساحات مكتبية وتجزئات جديدة بالقرب من مجمع الخدمات الحكومية. مجمع الخدمات الحكومية سوف تبلغ مساحته 74744 مترًا مربعًا ويحتوي على خدمات الطوارئ والشرطة ومسجد ومركز رعاية صحية أولية. كما يجري العمل على إنشاء مركز اجتماعي بمساحة 41267 مترًا مربعًا.

## الفلاحة
يتم زراعة أكثر من 300000 شتلة سنويًا في مشتل أم قرن. حيث يتم توزيع معظم هذه الشتلات على مختلف الوزارات الحكومية في قطر. تبلغ مساحة المشتل حوالي 20 هكتارًا ويضم 7 مناطق نمو. تم إعادة تأهيل مشتل شجر بالقرب من روضة بخيلة المجاورة في بلدية الخور في عام 2008، وتستخدمه الحكومة للبحث وإنتاج الأشجار.

## التعليم
تقع المدارس التالية في أم قرن:
| اسم المدرسة                       | منهاج دراسي | رتبة            | الأجناس    | المرجع |
| --------------------------------- | ----------- | --------------- | ---------- | ------ |
| مدرسة الزعين الابتدائية والثانوية | مستقل       | ابتدائي / ثانوي | الإناث فقط | [ 15 ] |
| مدرسة السميسمة الابتدائية         | مستقل       | ابتدائي         | الذكور فقط |        |

## روابط خارجية
أم قرن: قطر، Geographic.org